# 卡斯卡迪亚
卡斯卡迪亚（Cascadia），是倡导在美洲太平洋西北地区建议一个独立主权国家拟用的国名。该国设想由不列颠哥伦比亚省、俄勒冈州以及华盛顿州联合组成。

## 历史

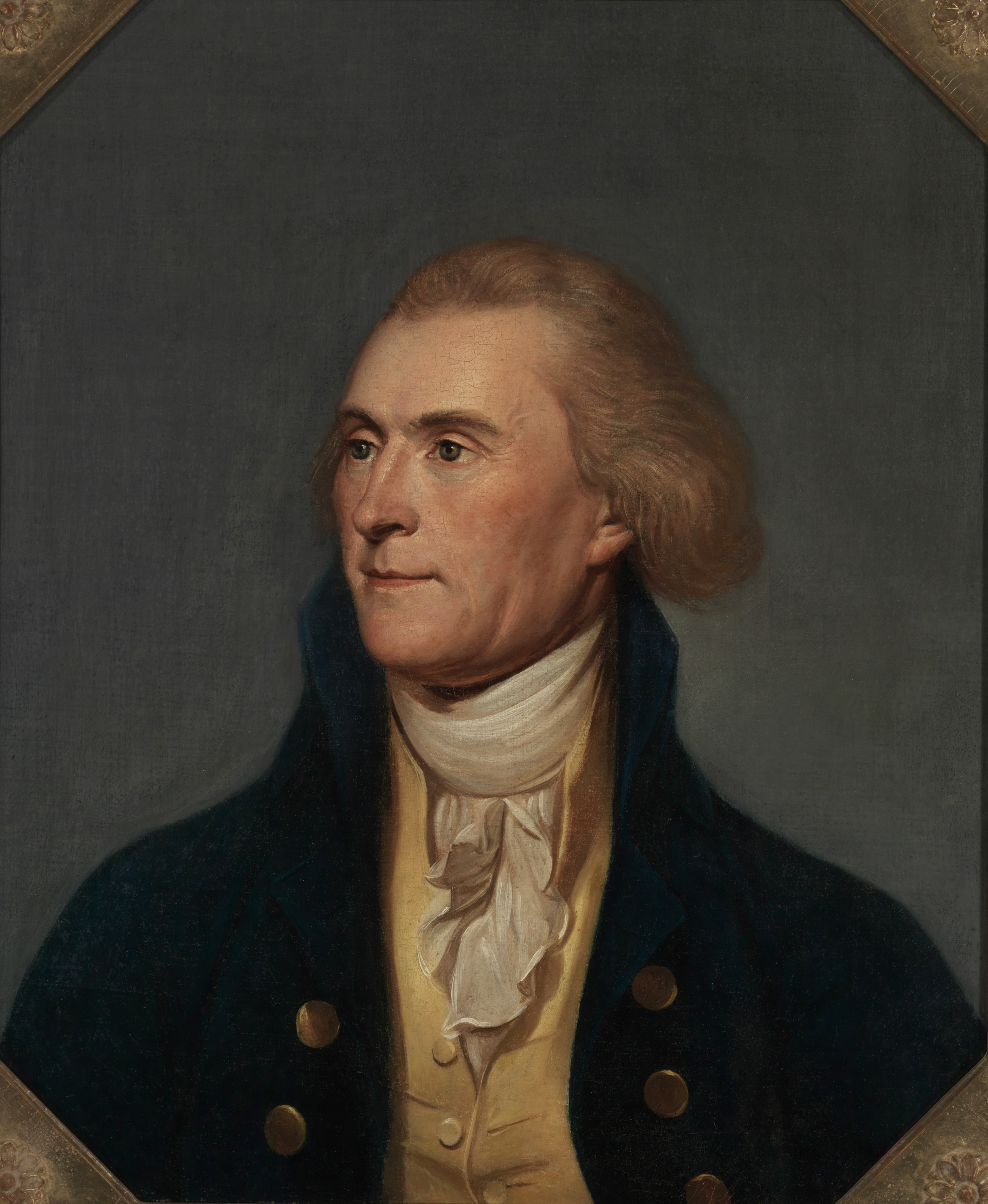
托马斯·杰斐逊是首个提出“太平洋共和国”计划的人。

托马斯·杰斐逊于1803年派遣刘易斯和克拉克进入太平洋西北地区以后，杰斐逊预想在北美的西部建立一个独立国家，他称之为“太平洋共和国”（Republic of the Pacific）。杰斐逊最初的想法后来被一些有着大致类似目标的不同团体所接受。
该地区有些人从一开始就寻求建立他们自己的国家。由温哥华堡负责管理的哥伦比亚区的总代理商约翰·麦克劳林参与了关于俄勒冈国前途的争论。在英国宣布根据1846年俄勒冈协定，将哥伦比亚河北部割让给美国之前，他于1842年在俄勒冈讲演厅的辩论中通过其律师鼓吹一个脱离美国的独立国家。该观点起先赢得了支持，还通过了一项决议，但人们随后又转而赞成卫理公会布道团的乔治·艾伯奈斯的一项决议，即继续等待独立国家的组建。

### 南北战争
当南部各州正式退出联邦并成立美利坚联盟国时，一些俄勒冈人将其视为建立他们自己的国家的一次绝佳机会。然而，他们的运动和一个支持联盟国、亲奴隶制的组织——金环骑士会（Knights of the Golden Circle）发生联系后，就失败了。
对联邦抱有反感的加利福尼亚人同样力图争取将加利福尼亚共和国重建为一个独立实体——从南北战争一开始，加利福尼亚联邦军队的领导人他自己就是联盟国事业的支持者——但事后证明，运动的力量比其反对方更薄弱。托马斯·斯塔尔·金（Thomas Starr King）由于他在说服加州留在联邦中所起的作用，而在美国国会大厦的国家雕塑展览馆中被作为两名“加利福尼亚英雄”之一受到敬仰。

### 杰斐逊州
19世纪中叶在其成为俄勒冈州之前试着组成杰斐逊州，以及随后在20世纪30年代的又一次努力之后，人们打算去尝试此地区的这类运动中最出名的一个。该运动的产生是为了使人们关注此地，方式是提议奧勒冈州南部与加利福尼亚州北部从他们各自的州政府中脱离出来，在美国以内组建一个单独的州。由于这里历史上就是个贫困地区，许多当地人把责任都推给撒冷市和沙加緬度市的州政府。为此，采用的旗帜上印有两个X和一块淘金盘。两个X象征所谓的“双重背叛”（double crosses）萨克拉门托和塞勒姆。
1956年，来自俄勒冈州（穴纽市）和加利福尼亚州邓斯缪尔市的团体扬言要将俄勒冈州南部和加利福尼亚州北部从他们各自的统治州中撕裂出来，以组成杰斐逊州。

## 卡斯卡迪亚
近年来，对各式各样问题的不满引起了对独立卡斯卡迪亚构想的兴趣复又燃起。2001年9月，卡斯卡迪亚国家党（Cascadian National Party）发起，并随之推出一整套政治纲领。三天后，九一一袭击事件发生，对该运动的援助遂步履蹒跚。
2005年，大量借鉴了卡斯卡迪亚国家党党纲后，“卡斯卡迪亚独立计划”（Cascadian Independence Project）出炉。它曾是仅有的积极宣扬卡斯卡迪亚独立构想的组织之一，但现已瘫痪。其他探讨卡斯卡迪亚概念的团体，诸如视线研究所（The Sightline Institute） （页面存档备份，存于）、卡斯卡迪亚下议院（Cascadia Commons） （页面存档备份，存于）、横锯（Crosscut） （页面存档备份，存于）和卡斯卡迪亚开国计划（Cascadia Prospectus） （页面存档备份，存于），将此概念视为一项缺乏完全独立的跨国合作本身。还有些像卡斯卡迪亚共和国（The Republic of Cascadia） （页面存档备份，存于）那样，是说说而已的政治抗议。

### 边界线
卡斯卡迪亚有诸多争论中的边界线，然而这些或多或少都包括哈德逊湾公司的史上著名的哥伦比亚区的一部分。国境通常仅仅包含俄勒冈州、华盛顿州以及不列颠哥伦比亚省。某些地图只是包括俄勒冈州和华盛顿州，而将不列颠哥伦比亚省排除在图外。有些团体还试图扩充对卡斯卡迪亚的诠释，来把部分的加利福尼亚州北部、爱达荷州与阿拉斯加州包含在内。其他人愿意使卡斯卡迪亚成为一个联邦，将县合并为新的州（包括杰斐逊州、三一县、杰克逊、克拉马斯县、沙斯塔县和太平洋市）。对卡斯卡迪亚提议中的边界线更进一步的描述还可以包含整个哥伦比亚河流域，因而范围也包括现在的爱达荷州、蒙大拿州西部，和怀俄明州、犹他州的部分，以及内华达州的最北端。

### 动机

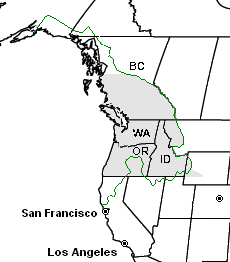
太平洋西北地区及相关术语的不同定义。绿色的轮廓是“卡斯卡迪亚生物区域”，据此绘制出常见的卡斯卡迪亚国界线。

卡斯卡迪亚分离主义运动通常声明，其政治动机主要涉及东部的联邦政府们被指责所忽视的价值观、兴趣和信仰。这些联系可追溯到俄勒冈地区，并进一步追寻至俄勒冈国，那是通常最与卡斯卡迪亚相关的一片土地，也是该地区最后一次被当作单一政治单位，虽然有两个国家要求得到它。有些人断言，紧随2004年总统选举后尘的政治抗议，似乎是分离主义运动在像华盛顿和俄勒冈等民主党稳占优势的州抬头并蔓延的主要原因。
已有若干合作组织以及州际或国际性机构在该地区服务，特别是林业和渔业管理及应急准备——整个区域都易发地震（参见卡斯卡迪亚隐没带）。分离主义团体希望这些组织能成为一个独立国家的骨架结构。
还有人提出，在能源危机之时，因强烈倾向于可再生能源（大部分是水能和地热能），理论上的卡斯卡迪亚国将会是能源独立的。

### 作为生态学的生物区域
卡斯卡迪亚的概念与环境运动颇为亲和。一些环境运动为了反击在它们看来对这块土地的错误管理，而定义了所谓的卡斯卡迪亚生物区域（同时也指太平洋西北地区的生物区域）。这片地区将囊括华盛顿州、俄勒冈州、爱达荷州、加利福尼亚州、内华达州、怀俄明州、蒙大拿州、阿拉斯加州、不列颠哥伦比亚省和艾伯塔省的所有部分。生物区域是按地理根据划分的地方，由土地或土壤组分、流域、气候、植物区系和动物区系所规定。卡斯卡迪亚生物区域应拥有整个哥伦比亚河流域（远至大陆分水岭），以及从加利福尼亚州北部深入加拿大的喀斯喀特山脉。一个生物区域的轮廓以托管环境的职责为其首要目标，认为政治疆域应当与生态边界相适合。环境承受力显得好像是一条中心原则。

## 通俗文化中所提及的
- 欧内斯特·卡伦巴赫的两部小说《生态乌托邦》（1975年）与《生态乌托邦之诞生》（1981年），是对于该地区脱离美国的虚构描写。卡伦巴赫的小说把华盛顿州、俄勒冈州和加利福尼亚州北部都包括进了新国家（划出的加利福尼亚州南北分界线大体上穿过圣巴巴拉市和贝克斯菲尔德市）。《逐条》（Seriatim）是本昙花一现的杂志，于20世纪70年代晚期在加利福尼亚州埃尔西利图出版，同样宣扬该地区依卡伦巴赫所言划线而治。

- 喬爾·加羅（英语：Joel Garreau）的《北美九国》中，他将其九“国”之一的某地区按照卡伦巴赫的小说命名为生态乌托邦。

- 比这些更早的有：埃里克·霍弗在《我们时代的情绪》（The Temper Of Our Time，1967年）中为“加利福尼亚州北部的一块和俄勒冈州南部的一块构成的示范州”所作的提议，在其中，“生活的主要目的将是人们的学习和发展”。霍弗感到忧虑的是，随着有意义的工作在技术中被自动化完了，漂泊无根会成为一个社会问题，除非被引导到其他方向上去，例如教育和个人成长，他还在某种程度上建议这片区域成为他的示范州，因为它在使被蹂躏的土壤和森林恢复的工作方面大有潜力，能够导致“自然资源和人力资源的同步改造”。

- 在《血色苍穹》的图景范围中，太平洋国（Pacifica）由俄勒冈州、华盛顿州和不列颠哥伦比亚省形成。

- 华盛顿州奥林匹亚市的（鱼儿酿酒公司（英语：Fish Brewing Company））将“卡斯卡迪亚共和国酿造”（Brewed in the Republic of Cascadia）置于其有机麦芽酒上。[11]

- 俄勒冈州塞勒姆市的小旗公司（smALL FLAGs Company）出售道格拉斯黄杉旗，将其作为“卡斯卡迪亚下议院（Cascade Commons）与卡斯卡迪亚共和国（Republic of Cascadia）（卡斯卡迪亚生物区域国民合作联邦，即The Bioregional Cooperative Commonwealth of Cascadia）的一个标志。”[12]

- 2005年北美科幻大会（North American Science Fiction Convention，或NASFiC（英语：NASFiC））卡斯卡迪亚会议（Cascadia Con）以卡斯卡迪亚的年会面貌出现，使用的素材取自卡斯卡迪亚共和国（The Republic of Cascadia） （页面存档备份，存于）网站、往年同样这么做的一届（西北科幻年会（英语：Norwescon） Science Fiction Convention）和其他来源。[13]

## 延伸阅读
- Douglas Todd．“卡斯卡迪亚人：共同的文化特质、价值观”（Cascadians: Shared Cultural Traits, Values）．温哥华太阳报．2008年5月7日．
- Kera Abraham．“一个自由的卡斯卡迪亚”（A Free Cascadia）．尤金周报（Eugene Weekly）．2006年9月9日．
- Thomas Fleming（英语：Thomas Fleming）．“美国之崩溃”（America's Crackup）．国民评论（國家評論），1997年6月28日，第49卷，第14期．
- Matthew Gauk．“欢迎来到常青革命”（Welcome to the Evergreen Revolution）[永久]．维多利亚大学岩燕校报（The Martlet），2006年11月9日．
- William B. Henkel．“卡斯卡迪亚：一个其心各异的州”（Cascadia: A state of (various) mind(s)）．芝加哥评论（Chicago Review），1993年，第39卷，第3/4月号．
- David Jannsson．“团结则存，分裂则亡”（Divided we Stand, United We Fall）．反击通讯（CounterPunch），2006年12月20日．
- Christopher Ketcham．“很有可能脱离：采访一些积极宣扬自治的知名人物”（Most Likely to Secede - Interviews with a few prominent figures who actively promote self governance）．善杂志（Good Magazine），2008年1月．
- Paul Nussbaum．“一起来考虑扯断的问题”（Coming together to Ponder Pulling Apart）．费城问询报（費城詢問報），2006年11月．
- Peter Overby．“我们离开这儿了”（We're outta here）．同道会杂志（Common Cause Magazine），1992年冬，第18卷，第4期．
- David Crane、Paul Fraser和James D. Phillips．“西方的地方主义：对卡斯卡迪亚问题的观点”（Western Regionalism: Views on Cascadia）．Canada-United States Law Journal，2004年，第30卷，第321-347页，22p．
- Mark W. Powell．“美洲：不列颠哥伦比亚省的未来不会由‘旧加拿大’作主”（The Americas: British Columbia's future may not lie with 'Old Canada'）．华尔街日报．1995年6月9日．pg. A11．
- Gudrun Will．“卡斯卡迪亚叛乱”（Cascadia Rising）．温哥华评论（Vancouver Review），2006年.
- Steve Woodward．“欢迎来卡斯卡迪亚”（Welcome to Cascadia）．俄勒冈人（The Oregonian），2004年11月14日.
- “欢迎来卡斯卡迪亚”（Welcome to Cascadia）．经济学人，1994年5月21日，第331卷，第7864期